# Zemu Gap Peak
Il  monte  Zemu Gap Peak o Zemu Peak   (7.780 m o 25.520 piedi) è una vetta su un'alta cresta detta valico del Zemu Gap che corre a est della cima meridionale del monte Kangchenjunga nell'Himalaya. Si trova nel Sikkim, in India. È una delle vette più alte del mondo ancora non scalata a causa della difficoltà tecnica poiché l'unica via possibile per raggiungere la cima è il passaggio attraverso un rigido contrafforte che è contraddistinto da zone soggette a valanghe. L'alpinista Anindya Mukherjee descrive così il luogo: "Dalla cima meridionale del Kangchenjunga (8.476 m) si estende un'alta cresta verso est che separa la valle del ghiacciaio Zemu a nord dai ghiacciai Tongshyong e Talung a sud. Su questa cresta, tra il Zemu Peack (7.780 m), l'Unnamed Peack (7.038 m) e i Simvo Twins (6.812 m e 6.811 m), vi è un improvviso calo di altitudine che forma un colle. A 5.861 m questo colle è popolarmente noto come Zemu Gap2. A nord si trova il ghiacciaio Zemu e a sud il ghiacciaio Tongshyong. Le sue coordinate sono 27°40'9”N 88°12'53”E. Da Zemu Gap un piccolo e ripido ghiacciaio scorre verso Tongshyong come ghiacciaio tributario".

## Prime arrampicate
La prima esplorazione del massiccio del Kangchenjunga  fu dovuta allo scozzese Alexander Mitchell Kellas noto per i suoi studi di fisiologia dell’alta quota e per aver salito alcune vette dell’Himalaya in uno “stile leggero” accompagnato soltanto da pochi portatori locali.  Nel 1907 esplorò i versanti est e nord del massiccio del Kangchenjunga raggiungendo il Zemu Gap da nord, il Simvo Saddle, il Nepal Gap, il Langpo, il ghiacciaio Kangchenjunga ed effettuò tre tentativi falliti di salita del Simvo. Nel 1911, Kellas compì alcune prime ascensioni nel Sikkim fra cui quelle del Pauhunri e del Chomiomo, nel 1912 salì il Kandchenjau e nel 1920 effettuò l’ascensione del Narsing.
Numerose spedizioni negli anni '20 e '30 del Novecento studiarono la cima e fecero i primi tentativi di salita.  Nel 1925, N. Tombazi, un fotografo greco, affermò di aver raggiunto la vetta attraverso il sud, ma poiché non furono  scattate fotografie in cima, il tentativo fu contestato. Nello stesso periodo, Tombazi affermò di aver fatto alcuni primi avvistamenti dello Yeti durante l'arrampicata nella regione. L'esploratore britannico Bill Tilman effettuò una traversata dello Zemu Gap nel 1938.  
L'alpinismo nel Sikkim fu ampiamente praticato durante il periodo dell'India britannica, con la maggior parte delle attività di arrampicata nella regione che si svolsero tra il 1929 e il 1939.  Negli anni successivi, la sella del Zemu Gap (5.861 m o 19.229 piedi) fu raramente salita dagli scalatori, in parte a causa della sua lontananza e del difficile avvicinamento, dovuto alla presenza di ampie crepacci che impediscono il passaggio.  Nell’autunno del 1937, l’ufficiale britannico John Hunt, il cui nome è indissolubilmente legato alla prima tentata ascensione dell’Everest, la moglie Joy e Conrad Reginald Cooke arrivarono ai piedi del Kanchenjunga, nel bacino glaciale Zemu, con portatori d’alta quota di comprovata esperienza che avevano partecipato a diverse spedizioni agli ottomila dell’Himalaya: Pasang Kikuli, Dawa Thondup, Pasang Dawa Lama, Ang Kitar, Rinzing e Hawang Sherpa. Gli alpinisti salirono il Sugarload, il Keiberg e la prima della tre cime del Nepal Peak, inoltre raggiunsero il Nepal Gap, lo Zemu Gap e la Simvo Saddle. Nel 1975, JK Bajaj, Nima Tashi e Sherpa Passang, dopo il loro fallito tentativo sulla cima del Talung, esplorarono lo Zemu Gap dal ghiacciaio Tongshyong. Furono impediti ad attraversare il Gap "da due grandi crepacci aperti larghi circa 40 piedi" a soli 200 piedi dal colle. "...è chiaro che il Gap può essere raggiunto se si è preparati a superare i due crepacci".
Nel 2008, un team britannico composto da Adrian O'Connor, Colin Knowles e Jerzy Wieczorek tentò di raggiungere la sella del Zemu Gap da sud, ma fu impedito dalla cascata di ghiaccio e dal maltempo.  Nel dicembre 2011, una spedizione indiana composta da Thendup Sherpa, Anindya Mukherjee, Pemba Sherpa, Phurtemba Sherpa e Gyalzen Sherpa effettuò la prima scalata documentata con successo della sella del Zemu Gap nel corso di una spedizione durata 16 giorni. Il 15 dicembre, Thendup Sherpa, Anindya Mukherjee e Pemba Sherpa raggiunsero il colle dello Zemu Gap dopo una salita di sei ore dal campo.

## Luoghi nelle vicinanze
- Ghiacciaio Tongshiong  3,9 km
- Ghiacciaio Talung  4,8 km
- ghiacciaio Simvo sud  6,3 km
- Parco nazionale di Khangchendzonga  8,4 km
- Ghiacciaio Yalung  15 km
- Ghiacciaio Yamatari  20 km
- Parco Nazionale Kanchenjunga  26 km
- Sikkim  29 km
- Lake Trek  30 km
- Distretto di Panchthar 72 km